# Втачник (гора)
Вта́чник (словац. Vtáčnik) — гора, наивысшая точка горного массива Втачник. Вершина Втачника является охраняемой природной областью с первоначальной реликтовой вегетацией. На северном склоне растёт пихтовый лес. Чуть ниже пихтово-буковый лес с вкраплениями елового. На вершине густые заросли черники. С Втачника открывается вид на окрестности. На северном склоне стекающий вниз Покутский поток образует водопад, самый большой во Втачнике. К Покутскому водопаду не ведёт официальная туристическая тропинка, нужно спуститься с вершины на юго-восток к Партизанской Хате и свернуть влево.

## Восхождение
Туристические тропинки начинаются в деревнях Легота под Втачником, Быстричаны, Каменец под Втачником, Кляк и Подградье. Самый короткий маршрут — через Подградье. Тропинка начинается у развалин замка Сивы Камень, 550 м, далее — Хата Буцково, 971 м — Яраба Скала, 1169 м. У Ярабой Скалы тропинка переходит в Понитрьянскую магистралу, поворот вправо — Гребьенки, 1087 м — Три Хотаре, 1144 м — Мала Гомуолька, 1298 м — Втачник, 1346 м. Расчётное время — 3:50.

## Галерея

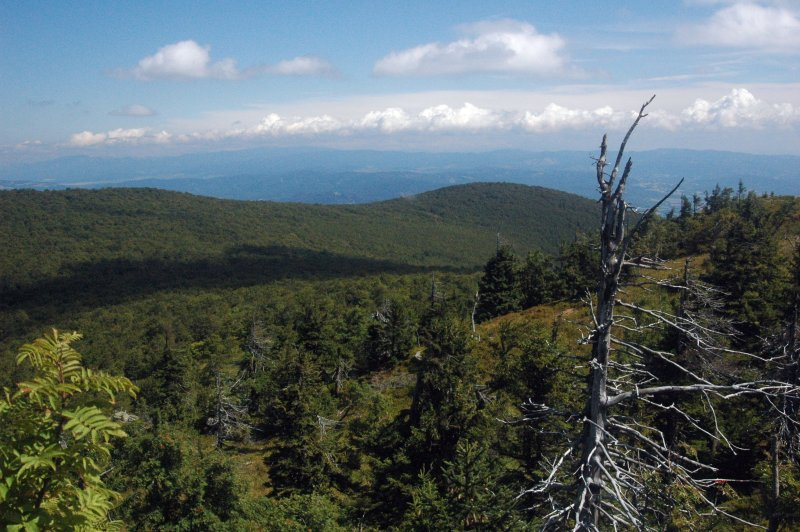
Вид на Штьявницке Врхи
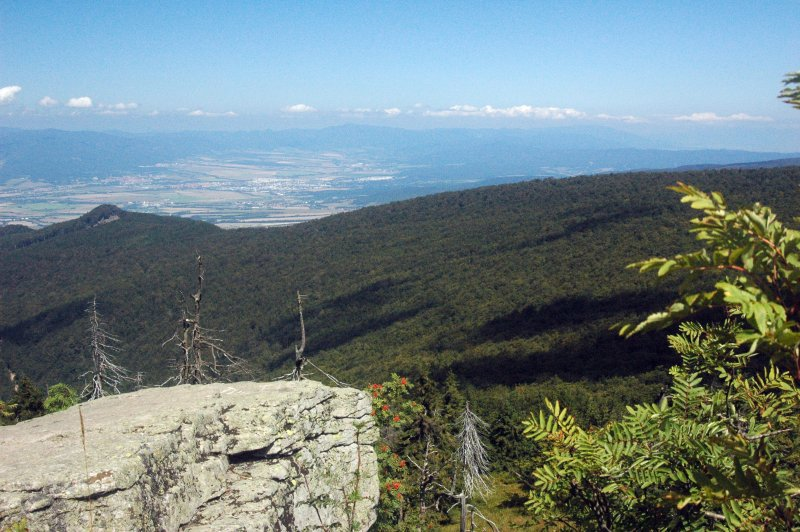
Вид на Горнонитранскую котловину